# Осеново (Благоєвградська область)
О́сеново (болг. Осеново) — село в Благоєвградській області Болгарії. Входить до складу громади Банско.

## Населення
За даними перепису населення 2011 року у селі проживали 78 осіб, усі — болгари.
Розподіл населення за віком у 2011 році:
Динаміка населення: